# Audi Q4
Audi Q4 je připravované SUV německé automobilky Audi, které by mělo na trh dorazit koncem roku 2020. V prodeji bude jak čistě elektrická verze, tak též varianty se spalovacími motory. Jejich výroba by měla probíhat v továrně v maďarském městě Győr, elektrická varianta je pak plánována na výrobu v Bruselu. Rozměrově se vůz zařadí mezi modely Q3 a Q5, co se ale délky týče, tak bude mít blíže k prvně zmíněnému vozu, Q4 by totiž měla být jen o pár centimetrů delší.
Koncept vozu byl premiérově představen na ženevském autosalonu v roce 2019 a obsahoval baterii o kapacitě 82 kWh, jež by dle metodiky WLTP měla zajistit dojezd 450 km. Koncept poháněly dva elektromotory, které dohromady poskytují výkon 225 kW. Díky tomu je vůz schopen zrychlit z 0 na 100 km/h za 6,3 sekundy a má maximální rychlost 180 km/h – ta je omezena elektronicky. V interiéru se nachází dotykový displej s úhlopříčkou 12 palců, jenž je natočený k řidiči. Součástí interiéru je též průhledový displej.